# Ван Хёйзен, Питер
Питер ван Хёйзен (англ. Peter van Huizen; 3 сентября 1932, Серембан — 12 сентября 2011, Серембан) — малайский хоккеист на траве и футболист, вратарь. Участник летних Олимпийских игр 1956 года.

## Биография
Питер ван Хёйзен родился 3 сентября 1932 года в малайском городе Серембан (сейчас в Малайзии).
Окончил институт святого Павла в Серембане.
Играл в хоккей на траве за Негери-Сембилан (1954—1956) и сборную Южной Малайи (1955—1956).
В 1956 году вошёл в состав сборной Малайи по хоккею на траве на летних Олимпийских играх в Мельбурне, занявшей 9-е место. Играл на позиции вратаря, провёл (по имеющимся данным) 1 матч, пропустил 1 мяч от сборной Кении. 
В 1958 году участвовал в хоккейном турнире летних Азиатских игр в Токио, где малайцы заняли 4-е место.
Кроме того, играл в футбол на позиции вратаря за «Серембан Рейнджерс», Негери-Сембилан и Южную Малайю.
Умер 12 сентября 2011 года в Серембане.

## Семья
Старший брат — Лоуренс ван Хёйзен (1930—2019), малайзийский хоккеист на траве. Участник летних Олимпийских игр 1964 года.
Племянник — Стивен ван Хёйзен (род. 1958), малайзийский хоккеист на траве и тренер. Участник летних Олимпийских игр 1984 года как игрок, летних Олимпийских игр 2000 года как тренер.